# ひとひとの会
ひとひとの会（ひとひとのかい）は、岐阜市のまちづくり団体である。代表は佐藤徳昭。「人で人呼ぶ街づくり」をコンセプトとしている。柳ケ瀬商店街のご当地キャラクター・やななのプロモーションを行なっていた。また、やななの引退後もイベントを企画し、地域活性化に取り組んでいる。

## 会の設立
佐藤徳昭は元々、地域活性化や事業家育成を目指すNPO法人「G-net」の理事を務めていた。そして「柳ケ瀬の活性化を仕事にしてくれないか」と当時の柳ケ瀬商店街振興組合連合会の理事長から声をかけられ、「人で人呼ぶ街づくり」という思いを込めた「ひとひとの会」を2008年1月に設立した。佐藤は「この人に会いたいと思わせる魅力的な人が（柳ケ瀬）商店街にたくさんいた」「長年まちを見守ってきた店主にはいろいろなエピソードがある。それこそが大型店にない最大の魅力」と述べており、「この人たちを知ってもらう努力が必要」と柳ケ瀬の情報の発信を始める。そして、店の名前を並べただけではなく商店主のエピソードも盛り込んだ柳ケ瀬商店街の無料地図「アイマップ」の発行を行なった。

## やななのプロモーション

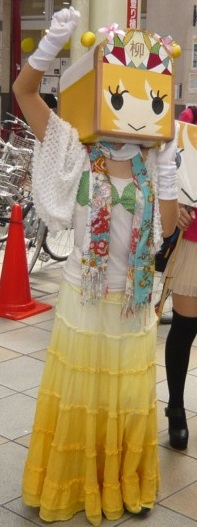
ひとひとの会でプロモーションを手掛けていたやなな

柳ケ瀬商店街の非公式キャラクターである「やなな」は、低迷する柳ケ瀬の活性化を目的に佐藤が2008年7月に生み出した。「柳ケ瀬商店街にある人魚像が魔法でゆるキャラに変えられた」というエピソードを持つためマーメイドをイメージした衣装を身に着け、頭にはアーケード型の段ボール箱をかぶっている。佐藤の「お金をかけなくても知恵を絞れば柳ケ瀬のファンをつくれる」との信念から、1万円の制作費で作られた。当初は佐藤がやななに同行し、ステージにも上がっていたが、「支援するはずの自分が表に出過ぎてはまずい」と感じ、この役割をひとひとの会に所属していた女子学生に任せるようになる。彼女たちはマネージャーや秘書、広報の肩書きでやななの活動を支えた。
活動を始めた頃は容姿に対して「こんなキャラクターで売れるわけない」と酷評を受け、柳ケ瀬商店街からでさえ賛同を得ていた訳ではなかった。佐藤も、最初は商店街に受け入れられなくてもよいと、やななを商店街の「非公式キャラクター」とした。しかし、2009年のゆるキャラランキングで突然1位となる。これは「地方の人は、東京ではやったものをかっこよく感じる傾向がある。だから、最初は東京にばかりリリースを流し続けて、ヒットを狙った」という佐藤の戦略によるものであった。地元でも、柳ケ瀬商店街で行われていた「お散歩」やステージイベント、新聞の連載、ラジオのレギュラー番組、SNS、やななをデザインしたスイーツの販売などを通じてファンを増やしていく。そして翌2010年から開催されたゆるキャラグランプリでも上位を獲得し続けた。
このように人気を維持する中、2012年7月に佐藤は突然やななの2013年3月31日での引退を発表する。これは「やななが20年後も同じように活動を続けるのは非現実的。期限を決めて、活動のピークで終わらせることは以前から決めていた。本人もすごく寂しいが、ずるずる活動を続けるのは結果的に商店街にとってマイナスになる」「（人気の絶頂で引退した）山口百恵さんのようにいなくなるのが、やななを伝説のような形にできるのでは」という理由によるものであった。活動を始めた翌年の2009年頃から既に引退について考えており、当初は2011年の年末に引退する予定であった。しかし岐阜県のときどき商工労働部長就任や岐阜市からの住民票の交付など行政の支援があったため、予定より活動期間を延長していた。この年の6月30日と7月1日に柳ケ瀬商店街で行われた「全国ゆるキャラ大集合」で12万人を動員し、「各商店がやればできることを自覚したことで、役目を果たしたと引退を決意した」という。そして2013年3月30日、31日に柳ケ瀬商店街でやななの引退イベントが行われ、やななの活動に幕が下ろされた。

## やなな引退後
やななの引退後には以下の活動を行ない、柳ケ瀬商店街を中心に岐阜全体の地域活性化のために活動している。また、佐藤は各所で地域振興の講演も行なっている他、岐阜大学や駒澤大学のゲスト講師を務めている。

### タレント事務所・ラデッキ
佐藤は2012年4月に、イベントの企画運営や岐阜ご当地タレントの育成を業務とするラデッキ株式会社を設立した。大学生時代からひとひとの会に所属している、やななの元秘書であるやながせゆっこ（以下、ゆっこ）が所属し、ご当地タレントとして活動している。また過去には、岐阜美少女図鑑のモデル時代に佐藤がスカウトした、やななの元広報の塚本明里も所属していた。
ゆっこは柳ケ瀬商店街の公認マスコットガールである他、本巣市もとまる戦略大使、岐阜市信長公450プロジェクト応援大使、岐阜市観光宣伝隊、日本遺産ガイド・美濃國戦国案内人など各所で観光大使に任命されている。また、地元のメディア（テレビ、ラジオ、新聞）でレギュラーを持ち、岐阜市や周辺自治体のイベントにも参加している。佐藤と共に岐阜大学と駒澤大学のゲスト講師も務めている。防災士の資格も持ち、「災害から命を守る岐阜県民運動」のYouTube動画に出演している。2021年3月28日に塚本の兄との入籍、翌年5月に第一子出産を発表した。
塚本は3種類の難病（筋痛性脳脊髄炎、脳脊髄液減少症、線維筋痛症）を患っているが、モデルとして活動している他、地元である岐阜県可児市のふるさと広報大使やKanisuki若者プロジェクト推進局名誉局長、2020年東京オリンピックの聖火ランナー、岐阜大学のゲスト講師、可児警察署の一日署長などを務める。自身の疾患に関連して、筋痛性脳脊髄炎患者会「笑顔の花びら集めたい」の代表として筋痛性脳脊髄炎の啓発活動を行ない、また、岐阜県ヘルプマーク普及啓発大使に任命されて研修会などの講演や岐阜大学ゲスト講師としてヘルプマークに関する授業を行なっている。疾患やヘルプマークへのこれらの啓発活動に対し、2020年度の人権大賞にも選出された。2020年には可児市の障がい者計画策定委員にも任命された。さらに、ラジオなど地元のメディアに出演を行なっている。2022年7月30日に、ひとひとの会とラデッキ株式会社を卒業した。

### やながせサンド
やななの引退後に柳ケ瀬商店街で行われていたイベント。2017年3月まで、毎月第3土曜日に合計47回行われた。

### ゆるクリ
2010年に初めて企画され、2015年まで柳ケ瀬商店街で行われていたクリスマスイベント。ふなっしーやくまモンなど、日本全国からご当地キャラクターが集まって開催されていた。

### やなクリ
「ゆるクリ」に代わって2016年から柳ケ瀬商店で行なわれているクリスマスイベント。サンタクロースの衣装を着ての写真撮影やミニクリスマスツリーの作製など、子ども向けのイベントとして開かれている。ひとひとの会に所属する地元の大学生が企画・運営している。

### おねえさまつり
第5土曜日に柳ケ瀬商店街で行われているイベント。

### 金の御朱印
毎月最終金曜日に、岐阜県内の寺社で授与される御朱印が金色になる取り組み。2017年5月に岐阜市の金神社から始まり、2019年11月時点で13カ所、2022年11月時点では26カ所で行われている。初回の金神社における参加人数は71人であったが徐々に参加する寺社や人数が増え、2019年7月には8カ所で延べ5,000人、新型コロナウイルス感染拡大前の2020年1月には延べ9,000人が参拝する人気イベントに成長した。護国之寺の国宝など、地域の魅力を再発見する契機ともなった。
2020年2月には、「金の御朱印」の活動を通じてプレミアムフライデーのPRに貢献したとして、ひとひとの会が経済産業省から感謝状を授与された。

### 濃姫まつり
岐阜市で長年に渡って行なわれているぎふ信長まつりや道三まつりは武将にスポットを当てたものであるため、女性が主役の祭りとして2019年11月に第1回濃姫まつりが柳ケ瀬商店街と岐阜市内のマーサ21で行われた。女性によるなぎなたや書道のパフォーマンス、ミス濃姫コンテスト、濃姫のキャラクターのグランプリ投票などが行われた。第2回の2021年以降は3月に開催されている。2022年に開催された第3回では、岐阜市出身のシンガー・ソングライターであるMEGAHORNが作詞作曲した公式ソングが作成された

### やながせこい
2019年5月に、やななのいとことして「やながせこい」が登場した。普段は外国在住で、ゴールデンウィーク期間中に1日だけ柳ケ瀬商店街に現れる。

### 岐阜クエスト
岐阜県内の全市町村を舞台として、仲間を集めながら魔物と戦うストーリーの、スマートフォン向けロールプレイングゲーム。佐藤がアドバイザーを務め、ゲーム内のイベント企画などを行なっている。また、佐藤やゆっこ、塚本もキャラクターとして登場している。

### 幻まつり
元々は2009年から2013年に柳ケ瀬の日ノ出町商店街で行なわれていたまつり。コロナ禍で人通りが少なくなった商店街の活気を取り戻そうと、当時の主催メンバーが佐藤らと共に2021年11月3日に復活させた。「温かみのある昭和の商店街」をコンセプトとし、輪投げや射的、けん玉など昭和の遊びが体験できる出店やステージパフォーマンスなどが行なわれ2万人以上が訪れた。翌年も同日に開催された。

### 海津市などのガイドブック作成
海津市に名阪近鉄バスの停留所があることから、所属する大学生が中心となって海津市と安八町、輪之内町を紹介するガイドブックを作成した。

### 不定期イベント
- 岐阜黄金忍者ミステリーウォーク(2020年9月)：高校生以下を対象としたもので、岐阜市街地で謎解きをしながら御朱印シールを集めるウォークイベントや、柳ケ瀬商店街でドローンなどの体験イベントが行われた[116]。

- 鬼ドキ！謎とき！ウキウキウォーク！(2022年1月～2月)：小学生を対象としたもので、岐阜県揖斐郡揖斐川町の華厳寺の参道を歩く謎解きイベント[注 33][117]。雪のために観光客が減少する冬季に谷汲を訪れてもらおうと、門前に鬼の像が立つ節分に合わせて企画された[118]。

## 表彰
- 第2回地域再生大賞・優秀賞（2012年1月）[119]
- 第15回岐阜市景観賞（まちづくり部門）（2012年1月）[120]
- 公益財団法人岐阜観光コンベンション協会・功労団体表彰（2018年2月）
- ぎふまちづくり『改善』大賞・「特定課題部門」大賞（2019年2月）[3]
- 岐阜県観光連盟・観光事業功労者表彰（2019年6月）[121]